# فرانك ويسنر
فرانك ويسنر (بالإنجليزية: Frank Wisner) هو ضابط ومحامي ومحامي أمريكي، ولد في 23 يونيو 1909، وتوفي في 29 أكتوبر 1965.